# Église de Rekola
L'église de Rekola (en finnois : Rekolan kirkko) ou église Saint-André de Rekola (en finnois : Rekolan Pyhän Andreaan kirkko)est située dans le quartier Korso de Vantaa en Finlande,.

## Description
L'église revêtue de briques rouges a ete achevée en 1987 et inaugurée en 1988. 
Il dessert la paroisse de Rekola. 
L'église a été conçue par Pirkko et Pekka Piirta, un cabinet d'architectes d'Espoo.
L'église porte le nom de l'apôtre Andreaa et d'Anders Räckhals, un paysan de Rekola qui portait son nom. 
L'une des particularités de l'église est son sauna, qui est utilisé chaque semaine. 
La peinture d'autel moderne de l'église a été peinte par l'artiste Nanna Susi en 1998, .

## Espaces
L'édifice comprend, entre-autres, la salle paroissiale principale, pouvant accueillir 150 personnes et deux autres salles paroissiales 1 et 2, toutes deux de 60 à 70 personnes. 
Deux salles de rencontre : l'une pour 24 personnes, et l'autre pour 15 personnes.

## Galerie

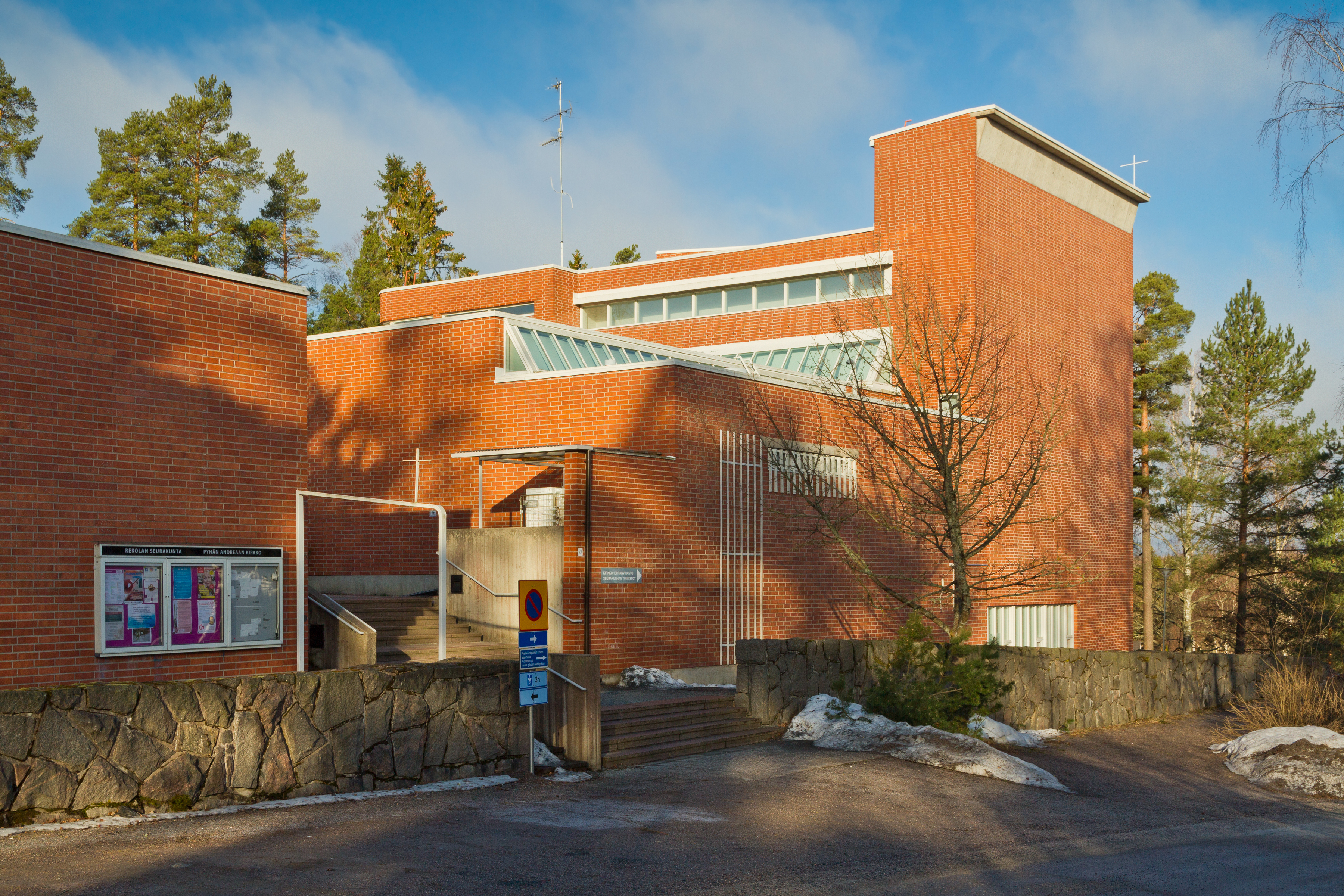
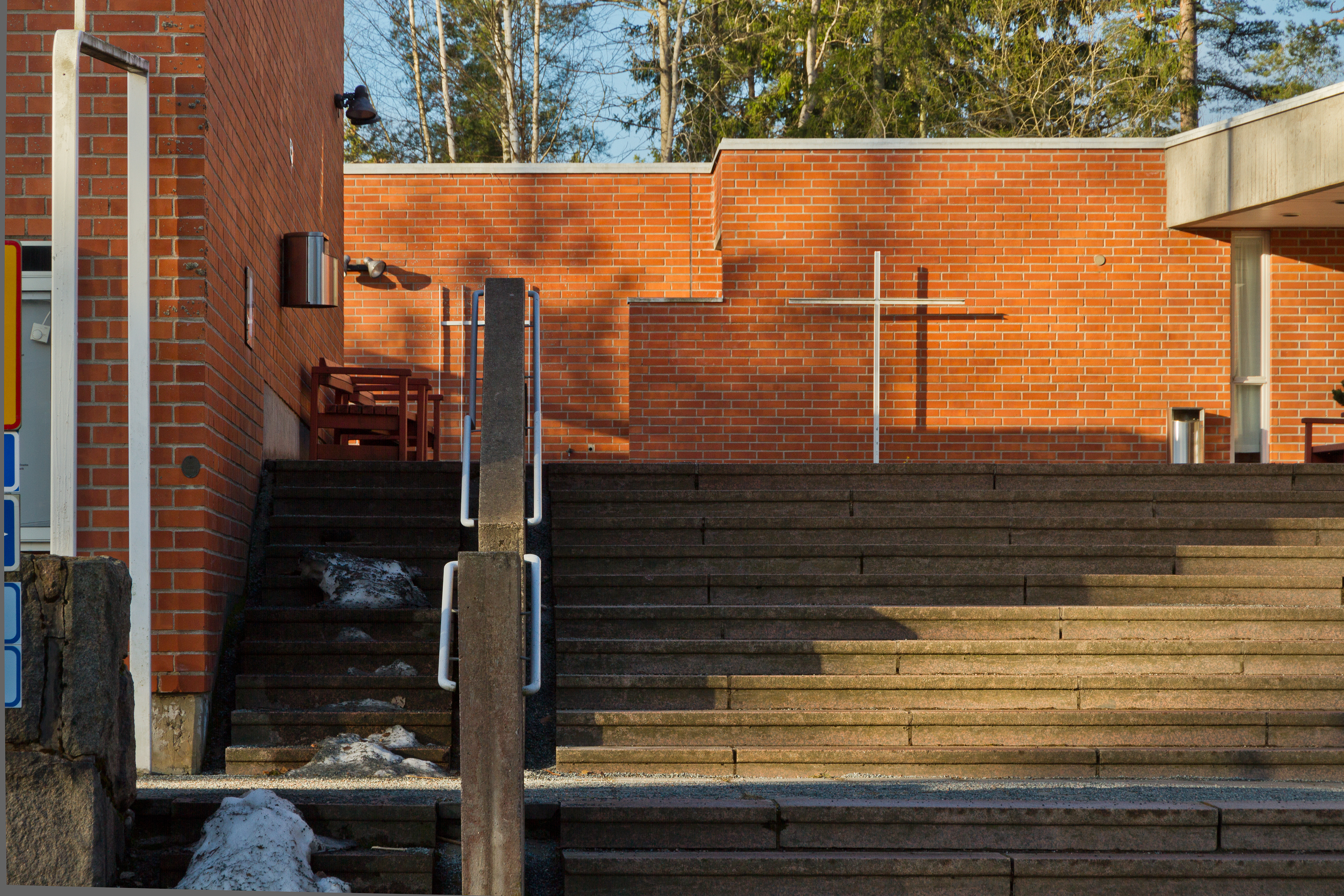
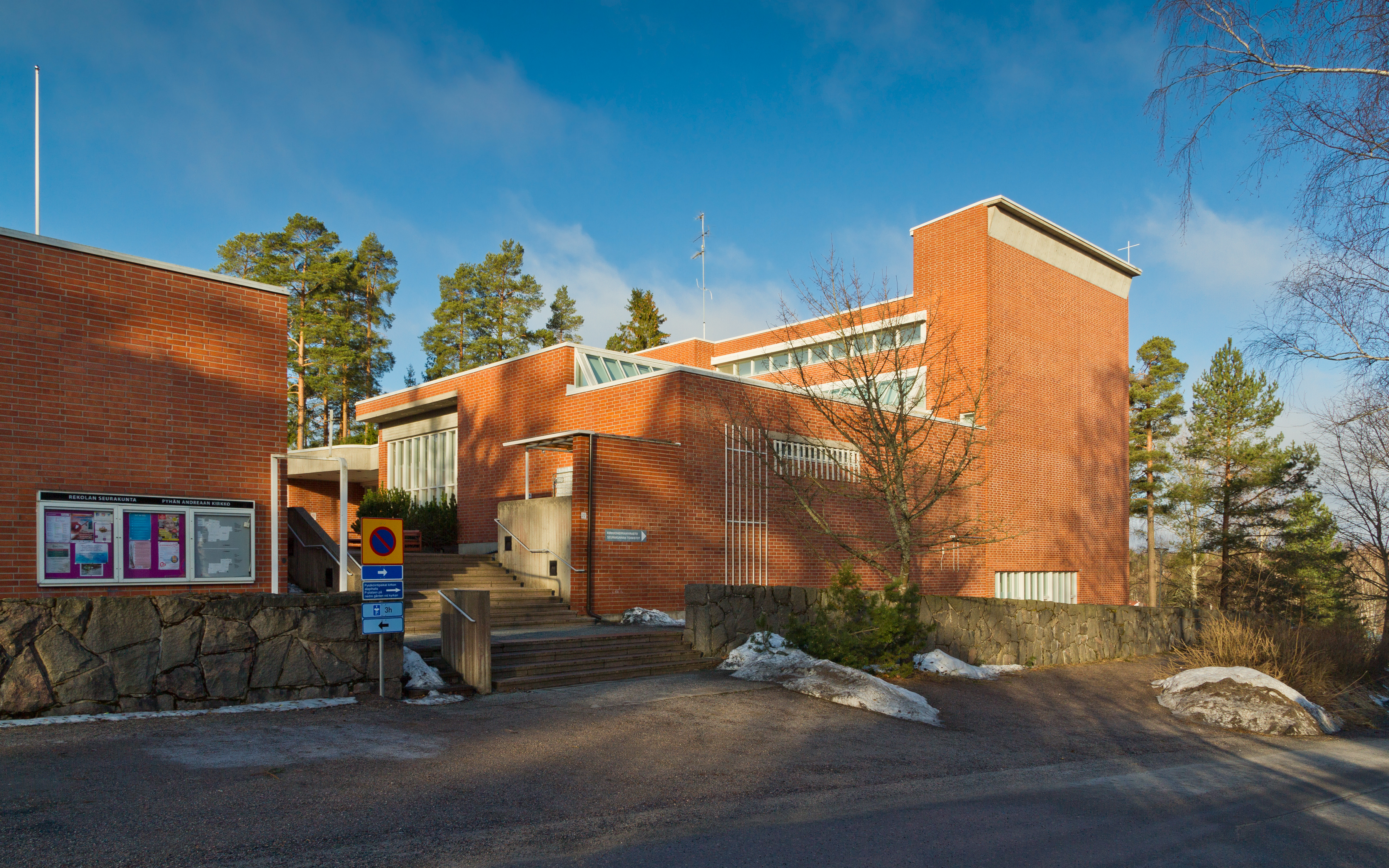